# استان بطنان
بطنان یکی از استان‌های لیبی است.
مرکز این استان شهر طبرق است